# Línguas atabascanas
As línguas atabascanas ou atabascas (ou também atapascanas, atapascas, indígenas atapascas ou atapasques) são um grupo de línguas intimamente relacionadas faladas por povos nativos americanos da América do Norte, divididas em dois grupos principais, um setentrional e outro meridional, falados ao longo do oeste norte americano. A família atabascana é a segunda maior família na América do Norte em termo de número de línguas e de falantes, depois da família uto-asteca que se estende pelo território mexicano e parte dos Estados Unidos. Em termos de território, somente a família álgica cobre uma área maior.
A palavra atabascano é uma versão anglicizada do nome cree para o Lago Athabasca (aðapaskāw, "[onde] há uma árvore após outra") no Canadá. O nome foi cunhado por Albert Gallatin em sua classificação de 1836 (escrita em 1826) das línguas da América do Norte. Ele deixou claro que o nome dado a ele a essas línguas relacionadas foi inteiramente baseado em sua preferência pessoal, ele escreveu:
"Eu os tenho designado pela denominação arbitrária de athabascas, a qual deriva do nome original do lago." (1836:116-7)

## Línguas
As 31 línguas atabascanas setentrionais são faladas ao longo do interior do Alasca e do noroeste do Canadá nos estados de Yukon e Territórios do Noroeste assim como nas províncias de Colúmbia Britânica, Alberta, Saskatchewan e Manitoba. Várias línguas atabascanas são línguas oficiais nos Territórios do Noroeste, incluindo dene suline, dogrib ou tlicho, gwich’in, e slavey.
As sete línguas atabascanas da costa pacífica são faladas no sul do Oregon e norte da Califórnia. Isoladas das línguas setentrionais e da costa pacífica, as seis línguas atabascanas meridionais, incluindo apache e navajo, são faladas no sudoeste americano e no noroeste do México.
O eyak e o grupo atabascano juntos formam um agrupamento genético chamado atabascano-eyak. O tlingit é remotamente relacionado a esse grupo, que junto a ele forma o na-dené (também conhecido como atabascano-eyak-tlingit).

### Subdivisões

#### Visão geral do grupo
A família lingüística atabascana possui três agrupamentos geográficos principais: setentrional, costa pacífica, e meridional. Há ainda um debate acerca da validade do grupo das línguas da costa do pacífico como unidade genética válida. O grupo setentrional é particularmente problemático. Devido à falha dos critérios de inovação compartilhada e correspondências fonéticas sistemáticas usados para estabelecer agrupamentos bem definidos, a família atabascana (especialmente as línguas setentrionais) têm sido chamada de "complexo aderente" por Michael Krauss (1973, 1982). Assim sendo, o modelo Stammbaumtheorie (árvore genealógica) de classificação genética pode estar inapropriado. As línguas do ramo meridional formam um grupo muito mais homogêneo e até o momento é o único agrupamento genético claro.
Segue abaixo um esboço mostrando apenas as maiores subdivisões dessa família. A seqüência apresentada é baseada basicamente na classificação de Keren Rice de acordo com Goddard (1996) e Mithun (1999).
1. Alaska meridional
2. Alaska-Yukon central
3. Canada norte ocidental
4. Tsetsaut
5. Colúmbia Britânica central
6. Sarsi
7. Kwalhioqua-Tlatskanai
8. Atabascano da costa pacífica
9. Apacheano

Os ramos 1-7 formam o agrupamento (areal) das línguas atabascanas setentrionais. O kwalhioqua-tlatskanai (#7) tem sido muitas vezes considerado parte do grupo costa pacífica, mas uma recente consideração de Krauss não o acha muito similar a essas línguas.
Uma diferente classificação de Jeff Leer segue abaixo (Tuttle & Hargus 2004:72-74):
1. Alascano (ahtna, dena’ina, deg hit’an, koyukon, kolchan, baixo tanana, tanacross, alto tanana, gwich’in, han)
2. Yukon (tsetsaut, . tutchone setentrional, tutchone meridional, tagish, tahltan, kaska, sekani, dunneza)
3. Colúmbia Britânica (babine-witsuwit’en, dakelh, chilcotin)
4. Oriental (dene suline, slavey, dogrib)
5. Meridional (tsuut’ina, apacheano, atabascano da costa pacífica)

Atualmente, os detalhes da árvore lingüística atabascana podem ser considerados apenas tentativas.
Para listas detalhadas incluindo todas as línguas, dialetos e subdialetos, veja os respectivos artigos para os 3 maiores grupos ( Atabascano setentrional, atabascano da costa pacífica, atabascano meridional).

#### Atabascano setentrional
- Subgrupo alasquiano meridional

1. Ahtna
2. Dena’ina (também conhecida como tanaina)
- Central Alaska – subgrupo yukon

3. Deg Xinag (também conhecido como deg hit'an, kaiyuhkhotana)
4. Holikachuk (também conhecida como innoko)
5. Koyukon
6. Língua kolchan (também conhecida como kuskokwim superior)
7. Baixo tanana (também conhecida como tanana)
8. Tanacross
9. Alto tanana
10. Tutchone meridional
11. Tutchone setentrional
12. Gwich’in (também conhecida como kutchin)
13. Hän (também conhecida como han)
- Subgrupo Canada norte ocidental

A. Tahltan-Tagish-Kaska
14. Tagish
15. Tahltan
16. Kaska
17. Sekani
18. Dunneza (também conhecida como beaver)
B. Slave-Hare (slavey meridional e setentrional)
19. Slavey (também conhecida como slave)
20. Mountain
21. Bearlake
22. Hare
23. Dogrib
24. Dene Suline (também conhecida como chipewyan, dëne sųłiné, dene soun’liné)
- Subgrupo tsetsaut

25. Tsetsaut
- Subgrupo Colúmbia Britânica central

26. Babine-witsuwit'en (também conhecida como carrier do norte)
27. Dakelh (também conhecida como carrier)
28. Chilcotin (também conhecida como tsilhqot’in)
29. Nicola (também conhecida como stuwix)
- Subgrupo sarsi

30. Tsuut’ina (também conhecida como sarcee, sarsi, tsuu t’ina)
- Subgrupo kwalhioqua-clatskanie

31. Kwalhioqua-clatskanie (também conhecida como kwalhioqua-tlatskanie)

#### Atabascano da costa pacífica
- Subgrupo atabascano da Califórnia

32. Hupa (também conhecida como hoopa-chilula)
33. Mattole-Bear River
34. Eel River
- Subgrupo atabascano do Oregon

35. Alto umpqua
36. Rogue River (também conhecida como tututni)
37. Galice-Applegate
38. Tolowa

#### Atabascano meridional (também conhecida como apache)
- Subgrupo apache das planícies

39. Apache da planície (também conhecida como kiowa-apache)
- Subgrupo ocidental apacheano ocidental

A. Chiricahua-Mescalero
40. Chiricahua
41. Mescalero
42. Navajo (também conhecida como navaho)
43. Apache ocidental (também conhecida como coyotero apache)
- Subgrupo apacheano oriental

44. Jicarilla
45. Lipan

### Lista areal
Lista de línguas atabascanas de acordo com a localização geográfica.
- Alasca: Ahtna, deg hit’an, dena’ina, gwich’in, hän, holikachuk, kolchan, koyukon, baixo tanana, tanacross, tsetsaut, alto tanana
- Yukon: Gwich'in, hän, kaska, mountain, tagish, tutchone setentrional, tutchone meridional, alto tanana
- Territórios do Noroeste: Bearlake, dene suline, dogrib, gwich’in, hare, mountain, slavey
- Nunavut: dene suline
- Colúmbia Britânica: Babine, bearlake, beaver, chilcotin, dakelh, hare, kaska, mountain, nicola, sekani, slavey, tagish, tahltan, tsetsaut
- Alberta: Beaver, dene suline, slavey, tsuut’ina
- Saskatchewan: dene suline
- Washington: Chilcotin, kwalhioqua-clatskanie (willapa, suwal), nicola
- Oregon: Applegate, clatskanie, galice, rogue river (chasta costa, euchre creek, tututni, alto coquille), tolowa, alto umpqua
- Norte da Califórnia: Eel River, hupa, mattole-bear river, tolowa
- Utah: Navajo
- Colorado: Jicarilla, navajo
- Arizona: Chiricahua, navajo, apache ocidental
- Novo México: Chiricahua, mescalero, jicarilla, lipan, navajo
- Texas: Mescalero, lipan
- Oklahoma: Chiricahua, jicarilla, plains apache
- Noroeste do México: Chiricahua

## Proto-atabascano

### Fonologia
Uma recente reconstrução do proto-Atabascano consiste de 40 consoantes (Cook 1981; Krauss & Golla 1981; Krauss & Leer 1981; Cook & Rice 1989), detalhadas abaixo:
| Obstruentes |              |             |             |             |             |             |             |             |             |             |             |
|             |              | Bilabial    | Alveolar    | Alveolar    | Palatal     | Palatal     | Velar       | Uvular      | Uvular      | Glotal      |             |
| central     | lateral      | Bilabial    | plana       | labial      | plana       | labial      | Velar       |             |             | Glotal      |             |
| Plosiva     | não-aspirada |             | t           |             |             |             | k           | q           | qʷ          |             |             |
| Plosiva     | aspirada     |             | tʰ          |             |             |             | kʰ          | qʰ          | qʷʰ         |             |             |
| Plosiva     | glotalizada  |             | t’          |             |             |             | k’          | q’          | q’ʷ         | ʔ           |             |
| Africada    | não-aspirada |             | ʦ           | tɬ          | ʧ           | ʧʷ          |             |             |             |             |             |
| Africada    | aspirada     |             | ʦʰ          | tɬʰ         | ʧʰ          | ʧʷʰ         |             |             |             |             |             |
| Africada    | glotalizada  |             | ʦ’          | tɬ’         | ʧ’          | ʧ’ʷ         |             |             |             |             |             |
| Fricativa   | muda         |             | s           | ɬ           | ʃ           | ʃʷ          | x           | χ           | χʷ          | h           |             |
| Fricativa   | expressa     |             | z           | ɮ           | ʒ           | ʒʷ          | ɣ           | ʁ           | ʁʷ          |             |             |
| Sonoras     |              |             |             |             |             |             |             |             |             |             |             |
| Nasal       | Nasal        | m           | n           |             | ɲ           |             |             |             |             |             |             |
| Aproximante | Aproximante  |             |             |             | j           |             |             |             | w           |             |             |
| Vogal       | Vogal        | \| \| \| \| | \| \| \| \| | \| \| \| \| | \| \| \| \| | \| \| \| \| | \| \| \| \| | \| \| \| \| | \| \| \| \| | \| \| \| \| | \| \| \| \| |
|             |              |             |             |             |             |             |             |             |             |             |             |
|             |              |             |             |             |             |             |             |             |             |             |             |